# Santiano
A Santiano egy német zenei együttes, amely 2011-ben alakult Schleswig-Holstein tartomány északi részéről származó zenészekből. Zenéjük a hagyományos német népzene, folk, markáns tánczene és az északi-tengeri német, angol, ír, fríz tengerésznóta (shanty) stílusok keveréke.

## Története
A Santiano együttes ötletét Hartmut Krech zenei producer, a flensburgi Elephant Music lemezkiadó tulajdonosa találta ki, aki 2011-ben összehozott egymással öt, addig különböző zenekarokban játszó zenészt, akik összeálltak és megalakították a Santianót:
- Hans-Timm Hinrichsen („Timsen”) (vokál, gitár, basszusgitár, ütőhangszerek) 1988–94 között Jack McTigerrel játszott a New Deal blues-rock zenekarban.[1]
- Axel Stosberg (vokál, szájharmonika, ütőhangszerek) egy időben a hamburgi Ohnsorg Színház zenekarában játszott.[2]
- Björn Both (vokál, gitár, basszusgitár, didzseridu-kürt) korábban a Late September Dogs együttes frontembere volt.
- Andreas Fahnert (vokál, gitár) az 1980-as években a Rockwork tagja volt, több filmzenét is írt, többek között a Werner-filmekhez is.[3]
- Pete David Sage („Pete”) (hegedű, mandolin, ének, harmonika, buzuki, ütőhangszerek, ír furulya (tin whistle)(wd) korábban Marius Müller-Westernhagen, Mike Oldfield és Achim Reichel(wd) kísérő zenésze volt.[4]

Az együttes nevét egy egy régi tengerésznóta („shanty”) címéből kölcsönözték. A Santiano, másképpen O Santianna című népdal eredetileg „All on the Plains of Mexico” szöveggel volt ismert. Eredeti formájában valószínűleg Santa Anna mexikói tábornok nevét tükrözi. Hugues Aufray (* 1929) francia énekes-zenész 1961-es feldolgozása tette Európa-szerte ismertté.
Az együttes első albuma, a Bis ans Ende der Welt (A világ végéig) 2012. február 3-án jelent meg a Starwatch Entertainment, a Universal Music Group és a ProSiebenSat.1 Media SE közös „We Love Music” nevű lemezkiadójának neve alatt. A német lemezlistán első helyezést ért el. Ugyanebben az évben az együttes a német nyelvterület nagyvárosaiban sikerrel turnézott. Felléptek a Wacken Open Air heavy metal-zenei fesztiválon is. 2012 novemberében megjelent a turné koncertfelvétele.
2013. május 10-én jelent meg második albumok, Mit den Gezeiten (Együtt az árapállyal) címmel, ennek vezérdala, a Gott muss ein Seemann sein (Isten csak tengerész lehet) külön is felkerült slágerlistákra. 2013 novembere és 2014 karácsonya között az együttes Mit den Gezeiten címmel turnézott Németországban, Svájcban és Ausztriában.
2013-től kezdve Észak-Németországban rendszeres nyári szabadtéri koncertsorozatot adnak, amely májusban a Bad Segeberg-i Kalkberg Stadionban kezdődik és szeptemberben Rügen szigetén, Ralswiekben zárul.
2014. március 13-án az együttes részt vett a 2014-es Eurovíziós Dalfesztivál nemzeti előválogatóján, az Unser Song für Dänemark-on. Fiddler on the Deck (Hegedűs a hajófedélzeten) és Wir werden niemals untergehen (Sosem süllyedünk el) című dalaikkal az elődöntőbe jutottak, de ott (közönségszavazatokkal) alulmaradtak az Unheilig együttessel és a későbbi győztessel, az Elaiza női trióval szemben.
Andreas Fahnert orvosi tanácsra, halláskárosodás miatt 2012 óta nem vehet részt élő koncerteken, helyette a vokált Axel Stosberg és Hans-Timm Hinrichsen adja elő. Élő koncerteken az együttes kiegészül még Dirk Schlag gitárossal, Arne Wiegand szintetizátorossal és Marco Moeller és Timon Fenner dobosokkal.
2015. május 29-én megjelent a Von Liebe, Tod und Freiheit (Szerelemről, halálról és szabadságról) című albumuk, amely a németországi nagylemez-listán első helyig jutott. Ezt 2015 novemberétől 2017 szeptemberéig tartó koncertkörút követte. A neves berlini Waldbühne szabadtéri színpadon adott koncertjükről élő lemezfelvétel készült, mely 2016 decemberében Von Liebe, Tod und Freiheit – Live címmel megjelent DVD-n is.
2017. október 13-án megjelent negyedik nagylemezük, az Im Auge des Sturms (A vihar közepében), melynek több dalát a zenei adók már a nagylemez kiadása előtt sugározták.

## Megjelent nagylemezei
| Megjelenés         | Cím (Cím magyarul)                                                                     | Kiadó                     | Eladás (db)              | Legjobb helyezés |
| ------------------ | -------------------------------------------------------------------------------------- | ------------------------- | ------------------------ | ---------------- |
| 2012. február 3.   | Bis ans Ende der Welt (A világ végéig)                                                 | Polydor / We Love Music   | 1 310 000                | - 1 - 25 - 15    |
| 2013. május 10.    | Mit den Gezeiten (Együtt az árapállyal)                                                | Electrola / We Love Music | 1 207 500                | - 1 - 31 - 21    |
| 2013. november 22. | Mit den Gezeiten / Schweizer Sonderedition (Együtt az árapállyal / svájci különkiadás) | Electrola / We Love Music | 10 000 (mit Peter Reber) | - 8              |
| 2015. május 29.    | Von Liebe, Tod und Freiheit (Szerelemről, halálról és szabadságról)                    | Electrola                 | 807 500                  | - 1 - 9 - 2      |
| 2017. október 13.  | Im Auge des Sturms (A vihar kellős közepében)                                          | Electrola                 | ?                        | - 1 - 5 - 5      |

## Fontosabb dalai (kivonat)
| Év   | Cím (Cím magyarul)                                                             | Szerző(k)                                                                | Nagylemez                                                        | Időtartam |
| ---- | ------------------------------------------------------------------------------ | ------------------------------------------------------------------------ | ---------------------------------------------------------------- | --------- |
| 2012 | Alle, die mit uns auf Kaperfahrt fahren Mind, ki velünk rabolni indul          | (népdal)                                                                 | Bis ans Ende der Welt                                            | 3:05      |
| 2012 | Auf nach Californio Fel Kalifornióba                                           | (népdal feld.) Berardi, Hainer                                           | Bis ans Ende der Welt                                            | 3:29      |
| 2012 | Frei wie der Wind Szabadon, mint a szél                                        | Nissen, Krech, Fahnert, Stosberg, Hinrichsen                             | Bis ans Ende der Welt                                            | 3:07      |
| 2012 | Garten Eden Édenkert                                                           | (népdal feldolg.) Berardi, Hainer                                        | Bis ans Ende der Welt                                            | 3:49      |
| 2012 | Santiano (Leinen los, volle Fahrt) Santiano (Teljes vitorlázattal előre)       | (népdal feldolg.) Berardi, Hainer                                        | Bis ans Ende der Welt                                            | 3:03      |
| 2013 | Gott muss ein Seemann sein Isten csak tengerész lehet                          | Nissen, Krech, Hainer                                                    | In den Gezeiten                                                  | 3:47      |
| 2013 | Bis in alle Ewigkeit (Walhalla) Mindörökkön örökké (Walhalla)                  | Bazilian, Hyman                                                          | In den Gezeiten                                                  | 4:20      |
| 2013 | Sieben Jahre Hét esztendő                                                      | Ramond, Nissen, Krech, Both                                              | In den Gezeiten                                                  | 3:00      |
| 2013 | Wir sind uns treu Hűen önmagunkhoz                                             | Nissen, Krech, Hainer                                                    | In den Gezeiten                                                  | 4:29      |
| 2013 | Tanz mit mir Táncolj velem                                                     |                                                                          | Von den Elben (Faun-album)                                       | 1:52      |
| 2014 | Fiddler on the Deck Hegedűs a hajófedélzeten                                   |                                                                          | 2014-es Eurovíziós Dalfesztivál                                  | 1:52      |
| 2014 | Wir werden niemals untergehen Sosem süllyedünk el                              |                                                                          | 2014-es Eurovíziós Dalfesztivál                                  | 3:03      |
| 2014 | Herren der Winde A szelek ura                                                  | Oonagh, Braun, Krech, Hainer, Nissen                                     | Oonagh (album), Oonagh feat Santiano koncert (2017. március 25.) | 3:26      |
| 2014 | Hörst du den Wind Hallod-e a szelet                                            | Oonagh, Hainer, Krech, Jürgens, Nissen, Zuckowski                        | Oonagh (album), Oonagh feat Santiano koncert (2017. március 25.) | 3:08      |
| 2015 | Die letzte Fahrt Az utolsó út                                                  |                                                                          | Von Liebe, Tod und Freiheit                                      | 4:11      |
| 2015 | Johnny Boy                                                                     | (népdal)                                                                 | Von Liebe, Tod und Freiheit                                      | 3:32      |
| 2015 | Joho und ne Buddel voll Rum (Heten a halott ládáján), jo-ho-hó és egy üveg rum | (kalóznóta)                                                              | Von Liebe, Tod und Freiheit                                      | 3:01      |
| 2015 | Lieder der Freiheit Dalok a szabadságról                                       | Mike Oldfield                                                            | Von Liebe, Tod und Freiheit                                      | 3:39      |
| 2017 | Könnt ihr mich hören (Heten a halott ládáján) Johó és egy üveg rum             | K. Doldinger) (Die Saga videóklip, az Ich bring dich heim-mel egyesítve) | Im Auge des Sturms                                               | 4:46      |
| 2017 | Ich bring dich heim (Hazaviszlek)                                              | (Die Saga videóklip, a Könnt ihr mich hören-nel egyesítve)               | Im Auge des Sturms                                               | 4:17      |
| 2018 | Mädchen von Haithabu A haithabui lányok                                        | Krech, Braun, Nissen                                                     | Haithabu - Im Auge des Sturms                                    | 3:04      |

## Kitüntetései, díjai
Az együttes főleg a népzenei feldolgozásaiért kapott elismeréseket.
Feste der Volksmusik ARD zenei műsor
- 2016: Die Eins der Besten-díj
- 2019: Die Eins der Besten platinalemeze (Im Auge des Sturms nagylemez)

Echo Pop-díj
- 2013, 2014, 2016 és 2018: legjobb német folkegyüttes cím

Goldene Henne közönség- és médiadíj
- 2015: a közönség díja

A Neue Post női folyóirat Mein Star des Jahres-pályázata
- 2013: Bis ans Ende der Welt: közönségdíj az év legsikeresebb nagylemezének.[9]

## Kapcsolódó információk
- A Santiano hivatalos weboldala. universal-music.de. (Hozzáférés: 2019. január 30.)
- Joachim Pohl: „Santiano” : Seemanns-Pop frisch von der Förde. Flensburgger Tageblatt (shz.de), 2012. február 3. (Hozzáférés: 2019. január 30.)
- Santiano zenei klipek. YouTube.com
- Santiano. Upcoming concerts (Aktuális koncertnaptár). songkick.com. (Hozzáférés: 2019. január 30.)